# Leucină
Leucina (abrevierea Leu) este un aminoacid esențial, hidrofob, cu formula generală HO2CCH(NH2)CH2CH(CH3)2. Codonii săi sunt UUA, UUG, CUU, CUC, CUA și CUG. 
Leucina este folosită în special de către ficat, țesutul adipos și cel muscular. Aceasta încetinește degradarea țesutului muscular mărind sinteza proteinelor musculare. De asemenea, este prezentă în cantități relativ mari în lână și hemoglobină (~15%). Leucina este necesară pentru creșterea optimă la copii și menținerea echilibrului de azot la adulți. De asemenea, joacă un rol în refacerea țesuturilor osos și muscular, precum și a pielii, după o leziune. 
Se găsește în cantități mari în soia, alune și ovăz.